# MONDO TV
MONDO TV（モンドティーヴィー）は、ディスカバリー・ジャパンが運営する日本のCS放送チャンネル。スカパー!（東経110度CS放送）、スカパー!プレミアムサービス、スカパー!プレミアムサービス光、ケーブルテレビで放送。

## 概要
麻雀をはじめ、パチンコ・パチスロ、ギャンブル、鉄道、自動車、ゲーム、競馬、サブカル、グラビアアイドル等のイメージビデオ、Vシネマといった男性向けのさまざまな大衆文化をテーマとした番組を放送。特に麻雀関連番組は編成の大多数を占めている。

### 変遷
- 1996年
  - 10月1日、ジャパンイメージコミュニケーションズが『MONDO21』（モンドにじゅういち）をPerfec TV!（現・スカパー!プレミアムサービス）に開局。
- 2003年
  - チャンネルのイメージキャラクター「MONDO GIRLS」結成。メンバーを入れ替えながら不定期に活動。
- 2009年
  - 4月、ひかりTVで配信開始。インターネット向けに一部番組の有料配信開始。ニコニコ動画に『MONDO21 オンデマンド』（現・『MONDO TVオンデマンド』）開設。
  - 9月、jig.jpの協力でNTTドコモの携帯電話向け番組配信サービス『いつでもどこでもTV』開始。
  - 10月、ハイビジョン放送の『MONDO21 HD』をスカパー!HDで開始。
- 2010年
  - 11月、チャンネル名を『MONDO TV』・『MONDO TV HD』に変更[2]。番組ジャンルの分類が「エンタメ」・「アイドル」・「麻雀」・「パチ&スロ」・「Vシネマ」の5つに集約される。
- 2011年
  - 9月30日29時をもって、Vシネマを除くアダルト系の番組は全て終了となり、以降は再放送も行われていない[3]。
- 2012年
  - 初回放送がMONDOアドレナリンシアターを除いて23時から24時30分の間に集約される。
- 2014年
  - 1月1日、ターナージャパンがジャパンイメージコミュニケーションズを吸収合併。放送事業を譲受。
- 2016年
  - 10月1日よりスカパー!サービスでの放送を開始（「旅チャンネル」と入れ替え）。
  - 12月1日、スカパー!プレミアムサービスの衛星一般放送事業者がスカパー・ブロードキャスティングからスカパー・エンターテイメントに変更。
- 2018年
  - 8月28日、スカパー!での放送を、標準画質からハイビジョン画質に変更。
- 2023年
  - 8月1日、日本におけるワーナー・ブラザース・ディスカバリー傘下の放送事業者並びにJCOM傘下の放送事業者再編に伴い、同日から運営（番組供給）事業者がディスカバリー・ジャパンに移管された[1][4]。
- 2025年
  - 1月30日 - MONDO TVと旅チャンネルの公式WebサイトのURLの変更を実施し、Discovery Japan ディスカバリージャパン/ディスカバリーチャンネルの公式サイトからワーナーブラザース・ディスカバリー・ジャパンのホームページに変更され、リンクされる形となった。これにより、同ホームページ内にある同チャンネルの「番組基準」も全て公表しなくなった。

## 他チャンネルでの放送
運営会社を同じくする『旅チャンネル』と相互の番組の再放送を行うケースもある。旅チャンネルでは、鉄道関連、当チャンネルで『美女と湯けむり』などを放送。ケーブルテレビ局向けの配信事業者であるJC-HITSでは、当チャンネルと旅チャンネルの「混合編成」で、両チャンネルの番組を時間帯を分けて一つのチャンネルで放送していた。
BSスカパー!で、麻雀番組を数本放送。2012年3月より、女性プロ雀士12名による対局番組『麻雀なでしこ杯2012』放送。同年6月に当チャンネルでも放送された。

### MONDO TVの番組を放送していたチャンネル
- e2 by スカパー!（現・スカパー!）のパンチクラブ（2008年3月31日閉局）
- モバHO!の『チャンネルONE』（2009年3月31日閉局）

## 主な番組
※再放送のみとなっている番組は「#終了した番組」の節に記載。

### エンタメ

#### バラエティ・サブカルチャー
- 廃道アドベンチャー（2015年1月 - ）
- みうらじゅん&山田五郎の親爺同志
- ワンダーJAPAN TV
- ダイアモンド☆ユカイのThe MONDO Times
- 世界最強!トラック野郎決定戦（2013年1月 - ）
- ビースト・レジェンド
- テリー伊藤のTOKYO潜入捜査
- 玉袋筋太郎のナイトスナッカーズ・リターンズ
- コサキンのラジオごっこ
- 橋本マナミのお背中流しましょうか?
- 石神秀幸の決断!ラーメン旅
- 旧車TV レストア・ファクトリー
- 怪談テラーズ（2017年11月 - ）
- 新田恵海の恐竜DEEP（2018年10月 - ）
- スピード・マイスター・ノスタルジック（2019年1月 - ）
- かまいたちの掟（2021年10月 - ）（さんいん中央テレビ制作、再放送あり、第8話は欠番）

#### 競馬
- さすらいの競馬ギャンブラー!2（2015年3月7日 - ）
- 最強馬券師決定戦!競馬バトルロイヤル

#### 鉄道
- 鉄道大百科（2015年1月8日 - ）[5]
- 旧列車で行こう（2015年7月 - ）
- 中川家礼二の鉄活

### アイドル
- 女神降臨
- Sweet Angel
- AKB48旅少女
- 残酷な観客達
- 橋本マナミのお背中流しましょうか?
- 乃木坂スター誕生!（2022年6月 - ）（日本テレビ制作、リピート放送あり、乃木坂464期生出演）
- 声春っ!（2022年6月 - ）（日本テレビ制作、リピート放送あり、日向坂46出演ドラマ）

### 麻雀
- モンド麻雀プロリーグ（2010年11月 - ）
  - 女流モンド杯
  - モンド杯
  - 名人戦
  - モンド王座決定戦
- 麻雀 BATTLE ROYAL（特別対局）
- MONDO式 麻雀

### パチンコ・パチスロ（パチ&スロ）
※MONDO TVに多数出演しているパチンコ・パチスロライターに特化した動画配信が行われている。

#### パチンコ
- パチンコ激闘伝!実戦守山塾
- ガールズパチンコリーグ
- グランド魂

#### パチスロ
- パチスロ常勝理論!
- パチスロリーグシリーズ

### Vシネマ
邦画のミニシアター系作品を中心に編成。
- MONDOシアター（Vシネマ作品を放送）
- MONDOアドレナリンシアター（セクシー系やオカルト作品を放送）
- MONDOプライムシアター（洋画作品を放送）

### ドラマ
- ワカコ酒
- アカギ

### アニメ
- あしたのジョー（1970年版、虫プロダクション製作）
- 天才バカボン（1971年版、東京ムービー製作）
- コブラ・ジ・アニメーション（アニメーション制作：マジックバス）
  - テレビシリーズ版 全13話（2010年製作）
  - OVA版 ザ・サイコガン 全4話（2008年製作）
  - OVA版 タイム・ドライブ 全2話（2009年製作）
- 闘牌伝説アカギ 〜闇に舞い降りた天才〜

## 終了した番組

### エンタメ

#### バラエティ・サブカルチャー
- 陰謀のセオリーUSA
- アイドル潜入捜査
- アドレナリン20
- 大久保×鳥居×ブリトニー3P（TOKYO MX製作協力）
- 小島×狩野×エスパー3P（TOKYO MX製作協力）
- MONDO ism
- 田代まさしのいらっしゃいマーシー
- 日本オタク大賞
- 寺門ジモンの食バカ一代
- TEPPAN!!
- なにわの格闘集団!大阪プロレス伝説
- 松金洋子の水着でゴルフ
- やくみつるの昆虫審議委員会
- 新・モンド総合研究所
- お笑いTV『ニコニコ笑い汁』
- 女流対決!テキサス・ホールデム・ポーカー
- ルー大柴のソウル探訪 カジノを愉しむ旅
- o project presents軍艦島オデッセイ特別版
- ゲノムの予言
- プレアデス・ステージ
- ゆでたまごの「キン肉マン伝説」
- 地球激変のシナリオ 2012年12月22日（Part.1 - 3）
- 泉麻人&山田玲奈のお天気マニア
- 突撃!九州らーめん探検隊
- KABUKI町スターコンテスト決勝大会
- 工場幻想曲
- 大人の昭和レトロ探求
- モンドミステリースペシャル第2弾　徹底検証！UFO現代考察論
- 山田五郎アワー「新マニア解体新書」
- 矢部美穂のオンナの蜜談
- 夢王オーディションバトル
- Akiba-POP
- 山田五郎アワー「マニア解体新書」
- 聖書に記された終末預言「ヨハネの黙示録」
- 大人のための韓国カジノリゾート
- 泉麻人と町田忍の昭和レトロヒーローズ
- みうらじゅん×泉麻人の2005年勝手気ままな回顧録
- 歌舞伎町スター公開オーディション
- アキバ音楽ムーブメント
- 霊能者・宋優子の心霊写真25連発!
- 怪奇ファイルXXX
- 平成極楽オタク談義
- 大槻ケンヂ〜のほほんRock'n'rollツアー〜
- 脱がせ屋「高須」のモンド無用!
- 韓国軍「特殊部隊」ファイル
- 『山田五郎アワー「新マニア解体新書」』SP
- みうらじゅんX泉麻人の2006年勝手気ままな回顧録
- ROLLYの中央線Rock'n'rollツアー
- 超絶!モンドリアンチョップ
- PRUM TV
- 岡田斗司夫のプチクリ学園
- ROLLYキングダム
- 松本伊代のキラキラ80's
- 夢王
- CM INDEX（朝日ニュースターでも放送）
- デトロイト・メタル・シティ（OVA版）
- ザ・純烈ショー！
- ザ・純烈ショー！2

#### 競馬
- 馬券師倶楽部シリーズ
- 岡部玲子のドカ〜ンと一発万馬券
- さすらいの競馬ギャンブラー!旅情篇
- 名馬の肖像シリーズ（KBS京都製作）
- 名馬の肖像2（KBS京都製作）
- ザ・ブラッドジャーニー
- 競馬場の達人（グリーンチャンネル制作）
- Odds On TV!（同上）
  - アジア競馬の歩き方
- トラックマン対抗!競馬新聞No.1決定戦

#### 自動車
- 名車列伝 -Speed Meister-
- 〜池沢早人師漫画家40周年記念番組〜サーキットの狼・supercar evolution 21
- カーエクスタシア
- 蘇れ!サーキットの狼
- 高橋国光バイクの殿堂
- 高橋国光と伝説の単車達
- ガチンコ新車対決
- 20世紀の名車たち
- 働く車大全集
- ハチロク極
- MONDO MOTORS
- Car Evolution
- 80'sバイク列伝
- REVSPEED TV

#### 鉄道
- 追跡!新幹線
- 中川家礼二の鉄学の時間[6]
- それゆけ!中川電鉄[7]
- SL日和（2012年6月 - ）
- 川島令三&向谷実の鉄道マニア倶楽部
- 鉄道車両列伝（HD）
- 機関車列伝（HD）
- 秘境駅へ行こう!
- 全国秘境駅ファイルシリーズ
- 乗り鉄おすすめ!鉄道トラベラーズ
- 乗り鉄トラベラーズ2ndシーズン
- 木村裕子の恋する鉄道修行旅-四国篇-
- カメラと旅する鉄道風景
- 発掘!鉄道記録映像
- 鉄道モノ談義
- 世界鉄道ファイル
- 鉄道ジオラマ王国建設計画

#### ゲーム
- ゲームレコードGP
- 伝説のクソゲー大決戦〜今蘇る!記憶に残る迷作たち〜
- 新・伝説のクソゲー大決戦〜今蘇る!記憶に残る迷作たち〜
- ゲーム☆バンザイ
- ゲーマーズ甲子園
- シューティングゲーム攻略軍団参上!
- TVゲーム ジェネレーション〜8bitの魂〜
- さくまあきらの桃伝&桃鉄大解剖!
- 真夜中のゲーム事情 moe.tv

### アイドル
- グラビアの美少女
- Love + IDOL
- 悩殺×女神
  - 悩殺×女神 R30
- 漂流少女
- 恋するビリボー&コスプレ大作戦!
- ビキスポ!
- Rezm
- 絶叫!!ネバーダイ〜ガールズシャウト
- Stylish Commander
- レジェンド・ゴールド
- 体当たり下克上!劇団「アイドル座!」
- アイドルファイト女闘美X
- アイドルファイトクラブ
- バトルヒロイン宣言!アイドルコロシアム
- いいなり宣言!メイドおさわがせします。
- 有限実行!MONDO GIRLS
- 水着でヨガ特集
- 水着でストライク!グラドルボウリング
- Sweet Kiss（『桃のささやき』の再編集版）
- イメ☆パラ
- DASADA（日本テレビ制作、日向坂46出演ドラマ）

### 麻雀
- 麻雀デラックス（1997年 - 2003年）
  - 電影大王位決定戦[8]
  - New Wave Cup[8]
  - プロ麻雀最強戦[8]
  - 新鋭モンド21杯[8]
  - 未来戦士21杯[8]
- モンド21麻雀プロリーグ（2004年 - 2010年10月）
- 麻雀格闘倶楽部・モンド21特別杯 → 麻雀格闘倶楽部〜雲蒸龍変 夏（冬）の陣〜[8]
- 女流チャレンジCUP[9]
- モンド21麻雀講座「勝利の法則」[8]
- 井出洋介の東大式麻雀虎の穴[8]
- 東京六大学麻雀リーグ戦[8]
- 闘牌伝説アカギ 〜闇に降り立った天才〜
- 麻雀ミステリーツアー[8]
- 勝負師伝説 哲也
- 咲-Saki-
- ZOO麻雀道 全日本学生選手権
- 麻雀なでしこ杯[8]
- 萩原聖人 麻雀ガチンコ3番勝負[8]
- ロン2オンライン 麻雀勝ち抜きバトル[8]
- 麻雀入門講座[8]
- モンド21麻雀プロリーグ 女性雀士育成道場[8]
- 麻雀さんクイーンカップ

### パチンコ・パチスロ（パチ&スロ）

#### パチンコ
- パチンコ勝ち台実戦チェック!
- パチンコ勝ち台実戦チェック!2
- パチプロ奥義伝承!実戦守山塾
- リーチ満載!紗知子のパチンコナビ
- リーチ満載!パチンコ新台ナビ
- パチンコ王座モンド21杯
- ああ極楽!湯けむりパチンコ旅
- THE・女の旅打ち!
- 旅打ち!パチンコがちんこ東北漂流記（旅チャンネルから移行しての再放送）
- 旅打ち!我らパチンコ漂流隊（同上）
- 美女と旅打ち!（同上）

#### パチスロ
- まるごと!ふるスロットる
- 熱血回胴!ふるスロットる
- パチスロリーグシリーズ
  - 燃えろ!!パチスロリーグ
  - すすめ!!パチスロリーグ
  - オレたちパチスロリーグ
  - 飛び出せ!パチスロリーグ
  - 輝け!パチスロリーグ
  - 行くぜっ!パチスロリーグ
  - 走れ!パチスロリーグ
- パチスロ熱血!!嵐塾
- パチスロ次世代政党スロッ党

### アダルト
- 女神のささやき
- Peach-Pit　桃のたね
- 桃のふくらみ
- 桃のささやき

再編集の上『Sweet Kiss』のタイトルで放送
- 美女と湯けむり（旅チャンネルから移行）
- もっこりパラダイス → もっパラ
- 禁断シネマクリニック
- 誘惑のマーメイド
- アフロディーテの薄衣
- 背徳の好奇心
- よるとも!
- お姉さん★セクシーClub
- 天使の誘惑
- I LOVE ぷるる〜ん娘 → 探せ!ボクらのぷるる〜ん娘
- ドキドキ!?にゅ〜すキャスター
- 歌舞伎町ラブコマンダー
- とっても快感!ラブLOVEクリニック
- Venus TV
- 背徳の雫
- ピンクでChu!

### その他
- とことん!ホークス（1998年）

プロ野球・福岡ダイエーホークス（現・福岡ソフトバンクホークス）の主催ゲーム中継